# قصر هرقلة

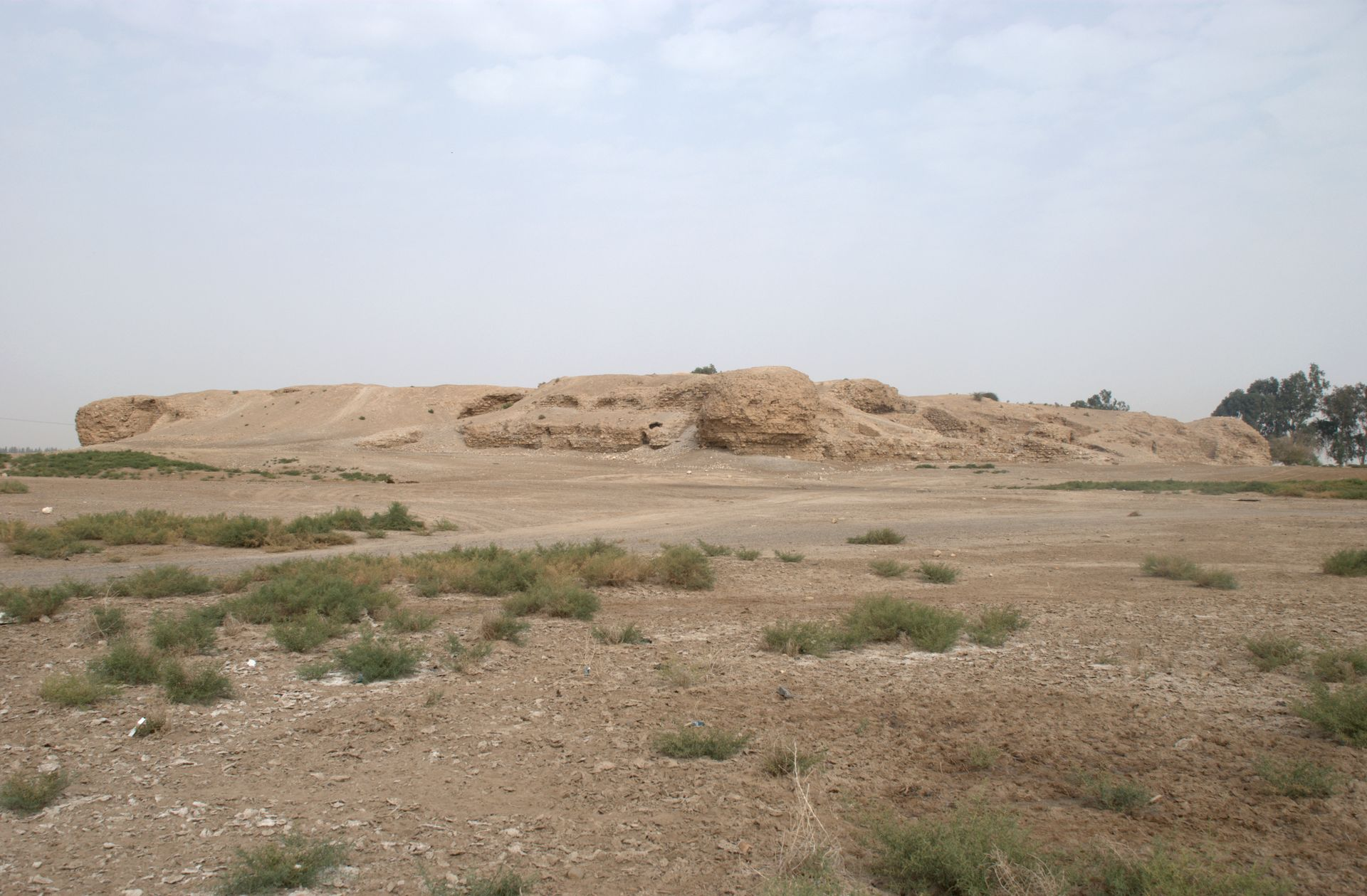
مشهد عام لأنقاض القصر

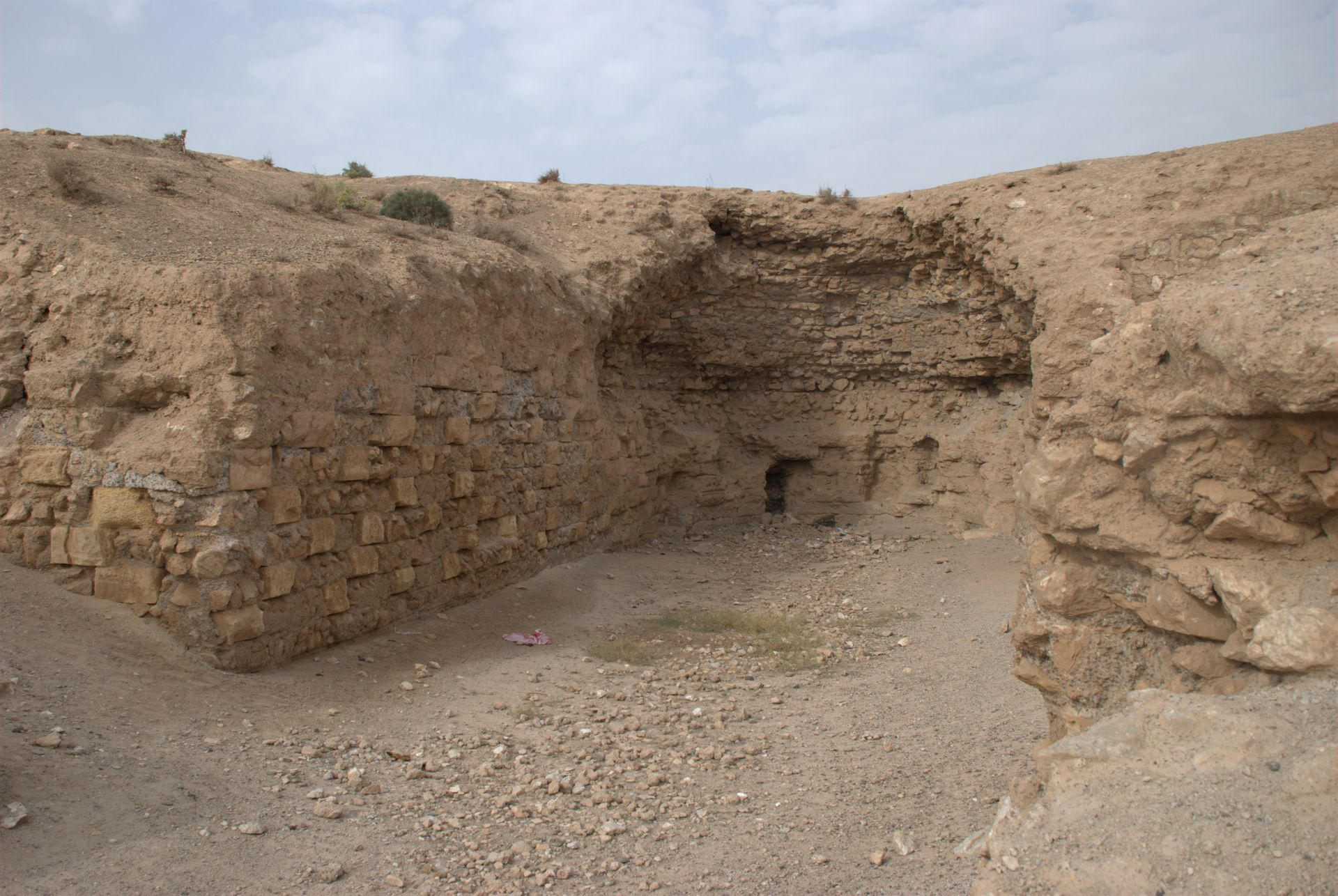
إيوان

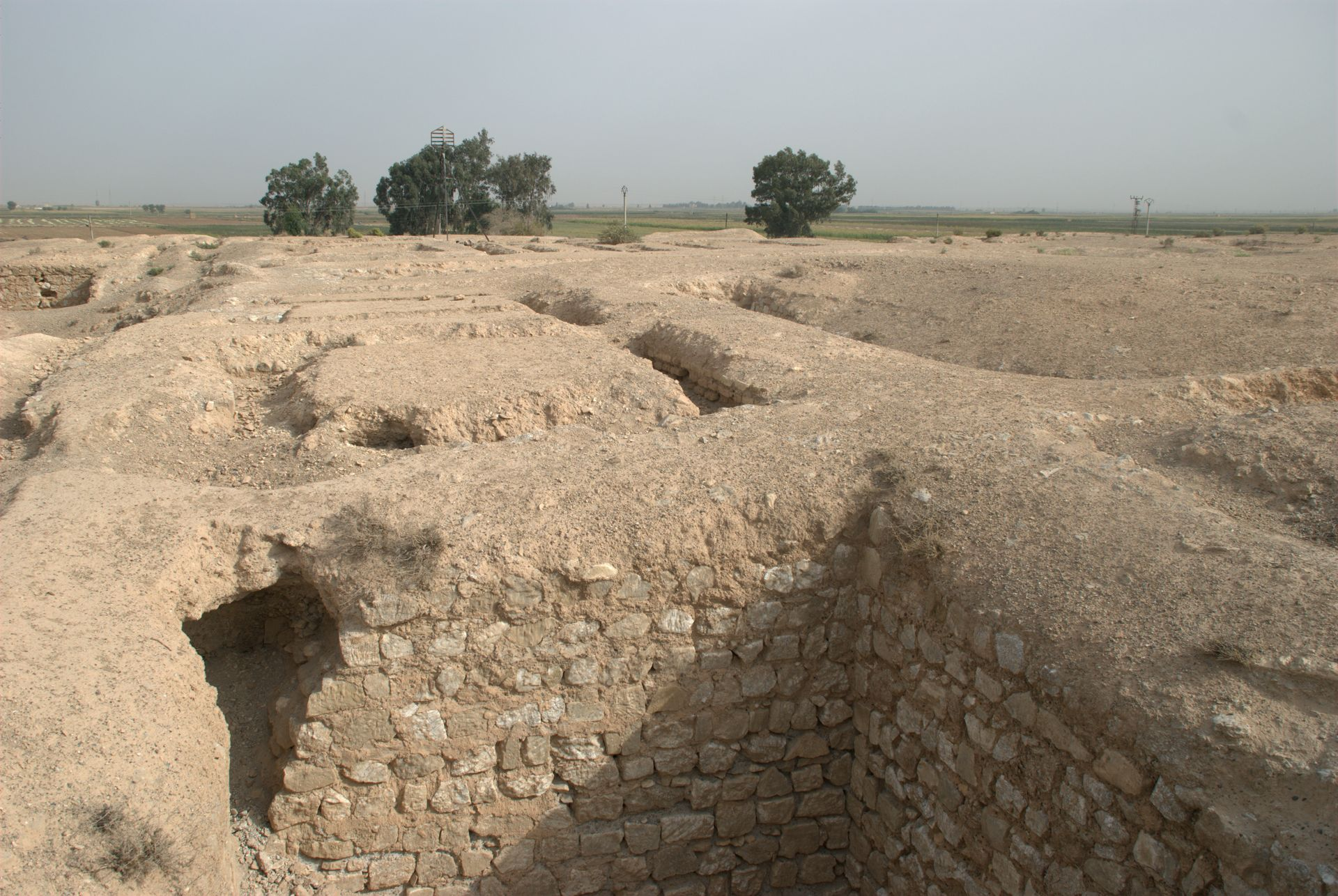
أعلى الجدران

قصر هرقلة هو أحد قصور الرقة في سورية، ويقع على بعد 6 كيلو متر من مدينة الرقة الواقعة على نهر الفرات، أنشئ القصر تخليدا لذكرى الانتصار الكبير على الروم وفتح وتحرير مدينة هرقلة.

## تاريخ ووصف القصر
يقع هذا القصر في الجهة الغربية من مدينة الرقة، ولقد أنشأه هارون الرشيد بعد أن فتح مدينة هرقلة منتصرا على نقفور وعاد إلى الرقة. وبناء هذا القصر متميز ويعد قصرا فريدا وآبدة آثارية تذكارية، وهو مربع الشكل بامتداد 100 متر ب 100 متر له أربعة أبراج ضخمة دائرية الشكل، أضلاعه الثلاثة أواوين تنفتح نحو الخارج قبالة أربع بوابات كبيرة تتوضع على سور دائري يحيط بالقصر.

## سبب التسمية
ينسب المؤرخون آثار هرقلة إلى الخليفة العباسي هارون الرشيد، ومصدر التسمية مدينة هرقلة في بلاد الروم موقع أريجلة في تركيا حالياً.

## تفاصيل
لقصر هرقلة شكل مربّع يتربع فوق السطح على هيئة مصطبة، ويصل ارتفاعها إلى أكثر من ستة أمتار، له أربعة أبراج ضخمة دائرية الشكل، أضلاعه الثلاث أواوين تنفتح نحو الخارج قبالة أربع بوابات كبيرة تتموضع على سور دائري يحيط بالقصر.
أما آثار القصر وسوره، فتتربع فوق تربة زراعية حقلية، ما جعل المعماري الذي خطّط لبنائه يبني قاعدة قوية وصلبة من شأنها أن تحمل ثقل هذه المنشأة التي كان يريد بناءها، وشيّدت القاعدة من الحجر الحواري الذي كان يجلب من الجبل القريب من الرقة.
تعتبر القاعدة مع الجدران الخارجية للمصطبة والإيوانات الأربعة، وكذلك الأدراج وجدران الحشوات الداخلية جميعها مشيدة من أربعة عناصر: الحجر الحواري والحجر الكلسي الهشّ والآجر المشوي والملاط الجصي المشوي والحصى النهري. لقد استخدم الحجر الجصي في هرقلة في بناء البوابات والسور ودعاماته وتتراوح مقاسات كل واحدة من هذه الأحجار بين 70 و90 سنتمترًا، أما الجدران الفاصلة فقد استعمل البناؤون في تشييدها قطع الحجر الجصي المستطيلة.
الحجر الكلسي الهش هو من النوع القابل للتآكل ويتأثر بعوامل التعرية من رياح وأمطار وغيرها، وقد استخدم هذا النوع من الحجر منحوتًا بقطع تتراوح قياساتها بين 50 و120 سنتمترًا في بناء واجهات الجدران الخارجية للبناء الرئيس والأبراج والإيوانات الأربعة.
ويعتبر قصر هرقلة، الموقع العباسي الوحيد في الرقة الذي له سور دائري الشكل قطره 510 أمتار، مبني من الحجارة الجصية البيضاء فوق أساس حجري على عمق متر واحد من سطح الأرض الخارجي. تتراوح سماكة هذا السور بين 250 إلى 270 سنتمترًا، تتكئ عليه من الخارج دعامات على شكل أبراج مستطيلة الشكل تبرز عن جسم السور الخارجي مقدار مترين ونصف، وطول الضلع الخارجية لها 5.60 متر، وتتراوح المسافة بين كل دعامة وأخرى بين 18 و19 مترًا. أما داخل السور فهو الآخر معزّز بدعامات أصغر حجمًا، والمسافة بين الواحدة والأخرى حوالى 20 مترًا.
ساعد في التعرف على المعالم الأثرية لهرقلة الصوَر الجوية التي حصلوا عليها من المعهد الفرنسي للدراسات العربية في دمشق، وكانت هذه الصور قد أعدّت أثناء الدراسة الطبوغرافية والتاريخية التي أعدها كل من العالمين سارة وهرتزفيلد في بداية القرن الماضي، وهذه الدراسة أوضحت عدة أمور منها ظهور المصطبة المربعة التي تخفي في باطنها أقسام المبنى الرئيس للمنشأة المعمارية، وظهور قناة سطحية جافة قادمة من جهة الغرب وتتجه نحو مدينة الرقة، وهذه القناة تجتاز الجزء الجنوبي من السور. وعنها أشار هرتزفيلد بأنها ربما تكون هي قناة النيل أو نهر النيل الذي اشتقه الخليفة هارون الرشيد من الفرات لإرواء الأراضي الواقعة شمال غرب الرقة، والتي لا يمكن سقيها من نهر البليخ القريب من هذه الأراضي بسبب ارتفاعها الملحوظ عن مستوى مجرى النهر.